# Tambura

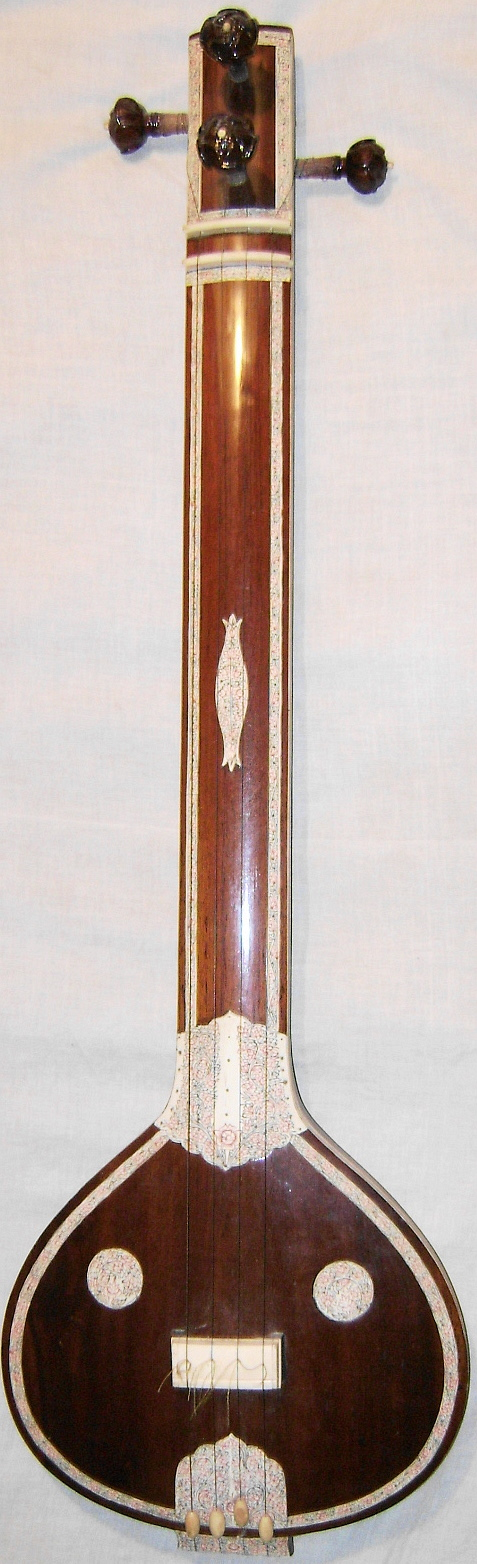
Uma tambura

A tambura, também conhecida como tanpura ou tanpuri, é um instrumento musical de origem indiana composto por quatro cordas dedilhadas e braço sem trastos, que costuma acompanhar a música vocal, emitindo um bordão para sustentar a tonalidade nos silêncios.